# Ереванский научно-исследовательский институт математических машин
Ереванский научно-исследовательский институт математических машин (ЕрНИИММ; арм. Երևանի մաթեմատիկական մեքենաների գիտահետազոտական ինստիտուտ, ԵրՄՄԳՀԻ) — научно-исследовательский институт в Армении, первый национальный институт в области информационных технологий и вычислительной техники.
Расположен в Ереване на улице Акопяна, 3.

## История
Институт математических машин в Ереване создан по инициативе академиков В. Амбарцумяна, А. Шагиняна и А. Иосифьяна. Он открылся в июне 1956 года и вошёл в структуру Министерства средств автоматизации и приборостроения. Перед институтом ставились задачи создания вычислительных машин и систем управления на их основе. С момента основания институт возглавил известный учёный Сергей Мергелян. Вскоре институт стал популярен как «институт Мергеляна». Это неофициальное название сохраняется и до сих пор.
В следующие несколько лет проходило структурное формирование института: появились подразделения, ответственные за разработку аппаратной программной части, опытное производство. В 1957—1958 годах была выполнена первая крупная работа: модернизация ЭВМ М-3.
С конца 1950-х до начала 1990-х институтом разработано и изготовлено на объединившем производственные мощности Опытном заводе ЕрНИИММ несколько моделей ЭВМ, включая семейство «Наири», серию ЕС ЭВМ и специальные вычислительные системы. Серийное производство ЭВМ велось на Казанском заводе ЭВМ, Бакинском заводе ЭВМ, заводе «Электрон», радиотехническом заводе в Виннице, болгарском заводе «Электроника» в Софии, и других предприятиях.
К началу 1990-х годов коллектив института с учётом опытного производства достиг 7000 человек. За свои достижения он был награждён орденом Трудового Красного Знамени, двумя Ленинскими премиями, а работники института неоднократно становились лауреатами Государственной премии СССР, Государственной премии Армении, премий Ленинского комсомола СССР и Армении.
В 1989 году институт стал головной организацией научно-производственного объединение «Севан».
В 1992 году часть подразделений института занятых разработкой вычислительных комплексов и глобальных (территориальных) АСУ выделились в отдельную организацию — Ереванский научно-исследовательский институт автоматизированных систем управления (присоединена обратно в 2010 году). 
В 2002 году институт перешёл в собственность России, а в 2008 был передан российской компании «Ситроникс».

## Руководство
- Сергей Мергелян (1956—1960)[3]
- Гурген Саркисян (1960—1963)[6]
- Фадей Саркисян (август[7] 1963—1977)[3]
- Мигран Семерджян (1977—1987)[3]
- А. Сароян (1987—1989)[3]
- Григор Карапетян (1989—1992)[3]
- Ромик Ф. Арутюнян (2020)[3]

## Разработки
В 1957 году ЕрНИИМ получил первый заказ. Это был заказ на модернизацию вычислительной машины М-3. Машина была значительно ускорена, её быстродействие увеличилось с 30 операций в секунду до 3000, в неё была внедрена память на ферритовых кольцах емкостью 1024 слова, на её базе, позднее, были созданы ЭВМ «Арагац и ЭВМ «Раздан» - первая в СССР полупроводниковая ЭВМ. На основе ЭВМ Раздан-3 ереванскими учёными под руководством Армана Кучукяна была создана ЭВМ «Маршрут-1», которая легла в основу всесоюзной системы автоматизации продаж железнодорожных билетов АСУ «Экспресс». Маршрут-1 был впервые запущен в эксплуатацию в 1971 году.
В разные годы ЕрНИИМ разработаны следующие вычислительные комплексы:
- ЭВМ «Ереван»
- ЭВМ «Наири»
- СЭВМ «Волна»
- СЭВМ «Корунд»
- ЭВМ «Каназ» (для Канакерского алюминиевого завода)
- ЭВМ «Перепись» (для обработки результатов переписи населения СССР 1959 года[14]) .
- ЭВМ «Ковёр» (Разработка 1977–1989 гг., производство до 1990) - ЭВМ для Минобороны СССР.
- ЕС 1030 (под руководством Миграна Семерджяна и Армана Кучукяна[13])
- ЕС 1045
- ЕС 1046
- Двухмашинный специализированный вычислительный комплекс СВК (1973—1975 годы) и операционная система реального времени для него (1977 год).
- Многопроцессорная вычислительная система СЕВАН (1985—1987 годы) и многопроцессорная операционная система реального времени для неё (1986 год).

## Основные направления деятельности в настоящее время
- Создание высоконадежных вычислительных комплексов
- Создание глобальных (территориальных) АСУ
- Создание информационных систем и баз данных в сетевой среде
- Создание прикладного программного обеспечения
- Создание операционных систем реального времени
- Создание технических средств